# Anna Notaras
Anna Notaras, död 8 juli 1507, var en bysantinsk-italiensk mecenat. 
Hon var dotter till Loukas Notaras, den sista megas doux (överbefälhavare för marinen) under kejsar Konstantin XI Palaiologos. Det är obekräftat om hon flydde före eller under Konstantinopels fall 1453, och var hon befann sig under de närmaste åren därefter. År 1459 anlände hon till Italien och gjorde med framgång anspråk på faderns efterlämnade förmögenhet, som förvarades i en bank i Genua, och gjorde sin bror Jacob Notaras arvlös med hänvisning till att han konverterat till islam under sin osmanska fångenskap. 
Anna Notaras bosatte sig i ett palats i Venedig och gjorde sig känd som en centralfigur för den grekiska (bysantinska) kolonin i Italien, och agerade som mecenat för flera projekt till dess fördel. Under 1472 förhandlade hon (i slutändan verkningslöst) med Siena för att köpa ett slott där hon kunde grunda ett grekiskt exilsamhälle. Hon finansierade invigningen av Venedigs första grekiska tryckpress 1499, och var känd för sin samling av bysantinsk litteratur. Under många år förhandlade hon med Venedig för tillstånd att grunda en grekisk-ortodox kyrka i staden, men det realiserades inte förrän 1539, över tjugo år efter hennes död; däremot fick hon 1475 formellt tillstånd att inviga ett privat kapell i sitt eget palats.
Hon har ibland kallats Anna Notaras Palaiologina och påståtts vara en medlem av det bysantinska kejsarhuset: i sina förhandlingar med Siena kallas hon änka efter Konstantin XI, men det finns ingenting som talar för att detta är sant. 